# Plano Inclinado do Pavão-Pavãozinho
O Plano Inclinado do Pavão-Pavãozinho é um funicular localizado na Zona Sul do Rio de Janeiro, facilitando o acesso às comunidades do Cantagalo-Pavão-Pavãozinho. Inaugurado em 1985 após 1 ano de obras e reformado em 2011 e em 2022, possui 5 estações, numeradas de 1 a 5. A estação inicial fica na Rua Saint Roman, próximo ao acesso Sá Ferreira da Estação General Osório / Ipanema do MetrôRio e as demais 4 estações vão subindo a encosta do morro, acompanhando a sua geografia.
O plano inclinado funciona diariamente, das 6h da manhã à meia-noite, exceto às quintas-feiras, quando fecha para manutenção das 10h às 16h.